# Miasto Osijek
Miasto Osijek (chorw. Grad Osijek) – jednostka administracyjna w Chorwacji, w żupanii osijecko-barańskiej. W 2011 roku liczyła 108 048 mieszkańców.